# سفارة النرويج في الجزائر
سفارة النرويج في الجزائر هي أرفع تمثيل دبلوماسي لدولة النرويج لدى الجزائر. تقع السفارة في مدينة الجزائر وهي تهدف لتعزيز المصالح النرويجية في الجزائر.

## وصلات خارجية
- قائمة سفارات النرويج
- قائمة السفارات في الجزائر